# Jungermannia jamesonii
Jungermannia jamesonii là một loài Rêu trong họ Jungermanniaceae. Loài này được Mont. mô tả khoa học đầu tiên năm 1856.